# Distribution variable
Pour les articles homonymes, voir VVT.
VVT, VVL
 (janvier 2017).
Si vous disposez d'ouvrages ou d'articles de référence ou si vous connaissez des sites web de qualité traitant du thème abordé ici, merci de compléter l'article en donnant les références utiles à sa vérifiabilité et en les liant à la section « Notes et références ».
 (janvier 2017).
La distribution variable est une technique permettant de faire varier plusieurs paramètres dans un moteur à combustion interne : le calage (abrégé aussi VVT pour variable valve timing), la durée d'ouverture et/ou la levée (variable valve lift (en), VVL) des soupapes d'admission et d'échappement. Ces paramètres varient essentiellement en fonction du régime, de la charge et de la demande d'accélération.
Les bénéfices de la distribution variable sont un couple important à bas régime, une forte puissance à haut régime, un meilleur rendement (autorisant le fonctionnement du moteur en cycle d'Atkinson et la diminution des pertes par pompage) et une moindre pollution.

## Présentation

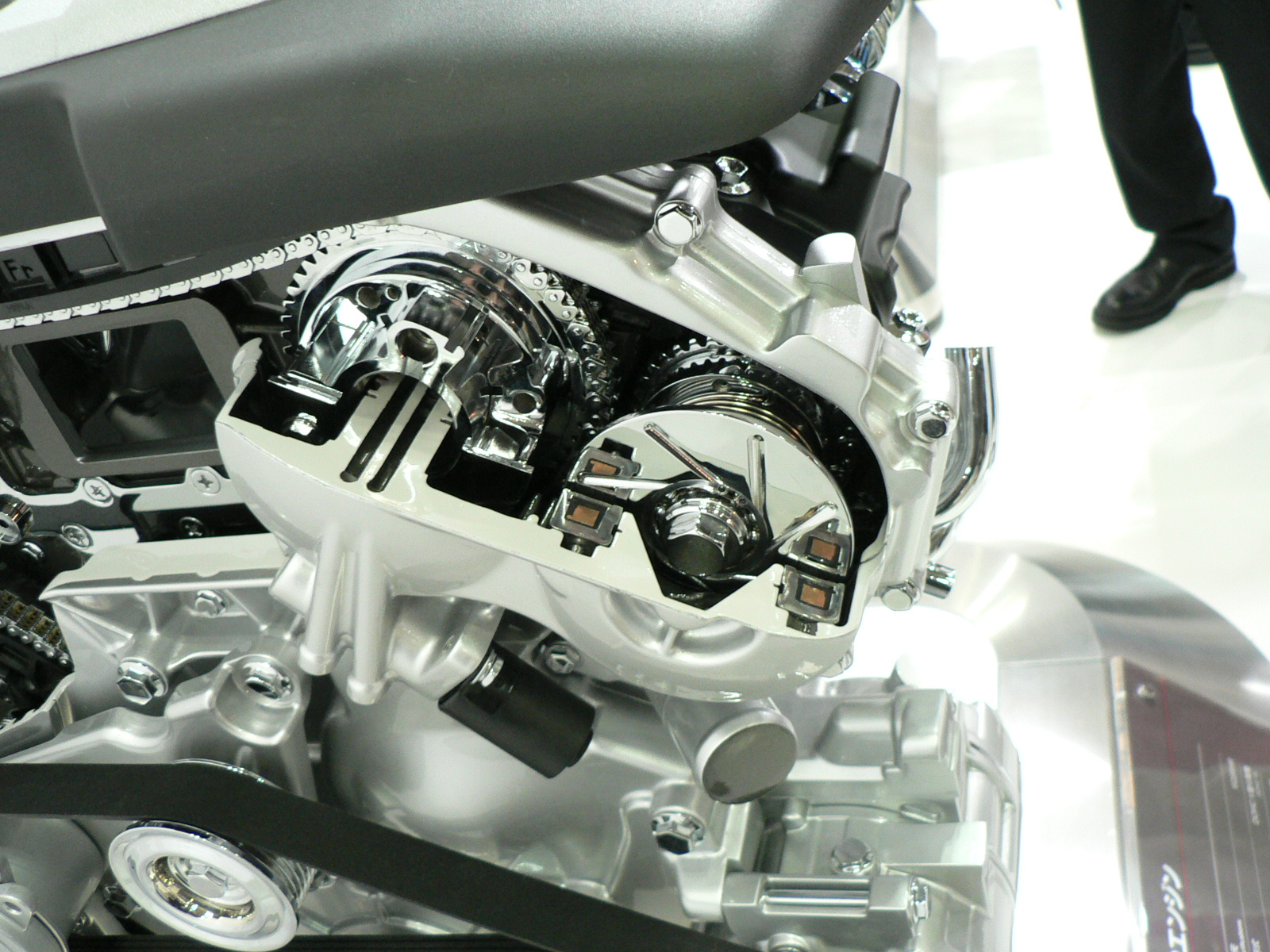
Moteur NISSAN VQ35HR à distribution variable

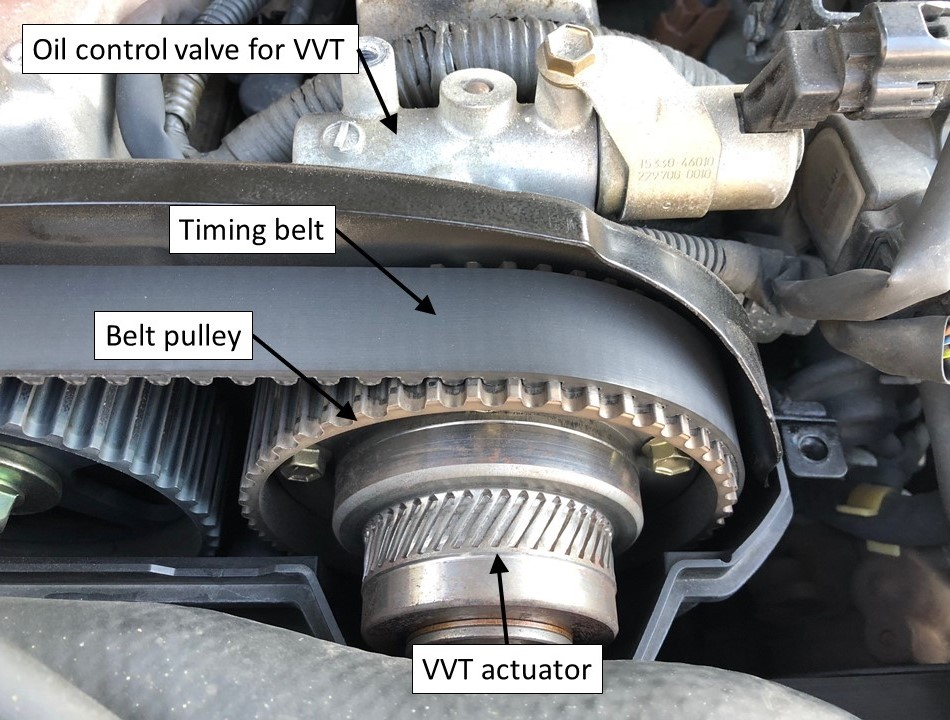
Actionneur VVT (Toyota 1JZ-GTE)

Les soupapes à l'intérieur d'un moteur à combustion interne sont utilisées pour contrôler le débit des gaz d'admission et d'échappement dans et hors de la chambre de combustion. Le moment, la durée et la levée de ces événements de soupapes ont un impact significatif sur les performances du moteur. Sans calage variable des soupapes ou levée variable des soupapes, le calage des soupapes est le même pour tous les régimes et conditions du moteur. Un moteur équipé d'un système d'actionnement à calage variable des soupapes est libéré de cette contrainte, permettant d'améliorer les performances sur les différentes plages de fonctionnement du moteur.
Les moteurs à pistons modernes utilisent généralement des soupapes entraînées par des arbres à cames. Les cames ouvrent (soulèvent) les soupapes pendant un certain laps de temps (durée) au cours de chaque cycle d'admission et d'échappement. Le moment de l'ouverture et de la fermeture de la soupape, par rapport à la position du vilebrequin, est important. Le ou les arbres à cames sont entraînés par le vilebrequin à travers des courroies, des engrenages ou des chaînes de distribution.
Un moteur nécessite de grandes quantités d'air lorsqu'il fonctionne à des vitesses élevées. Cependant, les soupapes d'admission peuvent se fermer avant que suffisamment d'air ne pénètre dans chaque chambre de combustion, ce qui réduit les performances. D'autre part, si l'arbre à cames maintient les soupapes ouvertes pendant de plus longues périodes, comme avec une came de course, des problèmes commencent à se produire aux régimes moteur inférieurs. L'ouverture de la soupape d'admission alors que la soupape d'échappement est encore ouverte peut entraîner la sortie de carburant non brûlé du moteur, entraînant une baisse des performances du moteur et une augmentation des émissions.

### Deux types de réglage variable
Les premiers systèmes de distribution variable des soupapes utilisaient un réglage échelonné. Par exemple, une synchronisation était utilisée en dessous de 3500 tr/min et une autre utilisée au-dessus de 3500 tr/min.
Des systèmes plus avancés de «distribution à calage variable continu» (ou VVT) offrent un réglage continu de la distribution des soupapes. Par conséquent, la synchronisation peut être optimisée pour s'adapter à tous les régimes et conditions du moteur. 

### Phase de came et durée variable

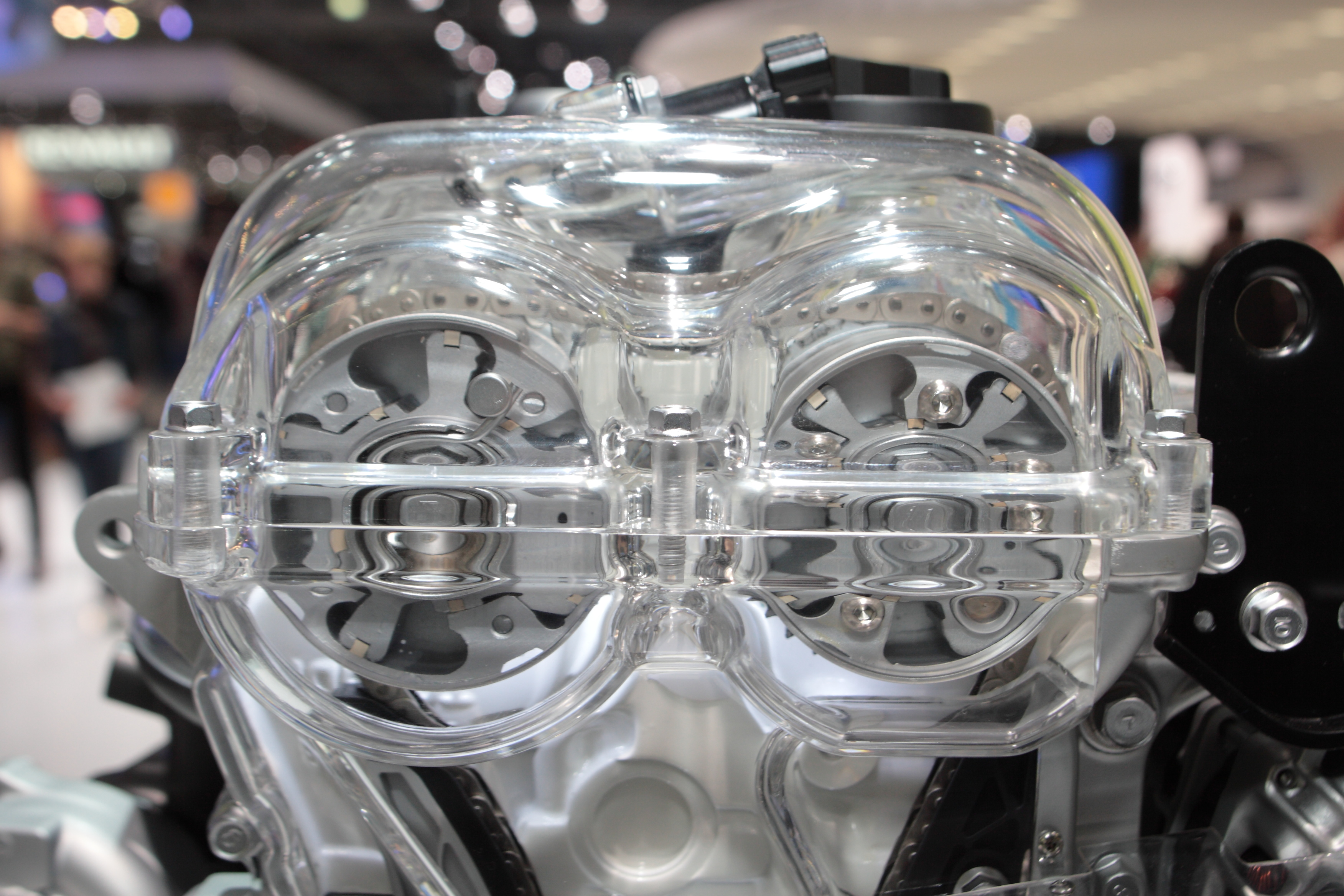
Déphaseurs du moteur Hyundai T-GDI

La forme la plus simple de VVT est le phasage des cames, dans lequel l'angle de phase de l'arbre à cames est tourné vers l'avant ou vers l'arrière par rapport au vilebrequin. Ainsi, les vannes s'ouvrent et se ferment plus tôt ou plus tard; cependant, la durée de la levée des soupapes ne peut pas être modifiées uniquement avec un système de mise en phase des cames. Il faut pour cela utiliser plusieurs profils de came.

## Effets Typique des réglages de distribution
Fermeture tardive de la soupape d'admission (LIVC) : La première variante du calage variable continu des soupapes consiste à maintenir la soupape d'admission ouverte un peu plus longtemps qu'un moteur traditionnel. Il en résulte que le piston pousse réellement l'air hors du cylindre et le retourne dans le collecteur d'admission pendant la course de compression. L'air qui est expulsé remplit le collecteur avec une pression plus élevée, et lors des courses d'admission suivantes, l'air qui est aspiré est à une pression plus élevée. Il a été démontré que la fermeture tardive des soupapes d'admission réduisait les pertes de pompage de 40% dans des conditions de charge partielle et réduisait les émissions d'oxyde nitrique (NOx) de 24%. Le couple maximal du moteur n'a affiché qu'une baisse de 1% et les émissions d'hydrocarbures sont restées inchangées. 
Fermeture prématurée de la soupape d'admission (EIVC) : Une autre façon de réduire les pertes de pompage associées à un régime moteur bas et à des conditions de vide poussé consiste à fermer la soupape d'admission plus tôt que la normale. Cela implique la fermeture de la soupape d'admission à mi-chemin de la course d'admission. Les demandes en air / carburant sont si faibles dans des conditions de faible charge et le travail requis pour remplir le cylindre est relativement élevé, de sorte que la fermeture précoce de la soupape d'admission réduit considérablement les pertes de pompage. Des études ont montré que la fermeture prématurée des soupapes d'admission réduit les pertes de pompage de 40% et diminue la consommation de carburant de 7%. Il a également réduit les émissions d'oxyde nitrique de 24% dans des conditions de charge partielle. Un inconvénient possible de la fermeture précoce de la soupape d'admission est qu'elle abaisse considérablement la température de la chambre de combustion, ce qui peut augmenter les émissions d'hydrocarbures. 
Ouverture précoce de la soupape d'admission : L'ouverture précoce de la soupape d'admission est une autre variante qui a un potentiel significatif de réduction des émissions. Dans un moteur traditionnel, un processus appelé chevauchement des soupapes est utilisé pour aider à contrôler la température du cylindre. En ouvrant la soupape d'admission tôt, une partie des gaz d'échappement inertes/brûlés refluera hors du cylindre, via la soupape d'admission, où elle se refroidit momentanément dans le collecteur d'admission. Ce gaz inerte remplit ensuite le cylindre dans la course d'admission suivante, ce qui aide à contrôler la température du cylindre et les émissions d'oxyde nitrique. Il améliore également le rendement volumétrique, car il y a moins de gaz d'échappement à expulser sur la course d'échappement. 
Fermeture précoce/tardive de la soupape d'échappement : Le moment de la fermeture précoce ou tardive de la soupape d'échappement peut être manipulé pour réduire les émissions. Traditionnellement, la soupape d'échappement s'ouvre et les gaz d'échappement sont poussés hors du cylindre et dans le collecteur d'échappement par le piston lorsqu'ils se déplacent vers le haut. En manipulant le calage de la soupape d'échappement, les calculateurs peuvent contrôler la quantité de gaz d'échappement restant dans le cylindre. En maintenant la soupape d'échappement ouverte un peu plus longtemps, le cylindre est davantage vidé et prêt à être rempli d'une plus grande charge d'air/carburant sur la course d'admission. En fermant la soupape un peu tôt, plus de gaz d'échappement reste dans le cylindre, ce qui augmente le rendement énergétique. Cela permet un fonctionnement plus efficace dans toutes les conditions.

## Historique

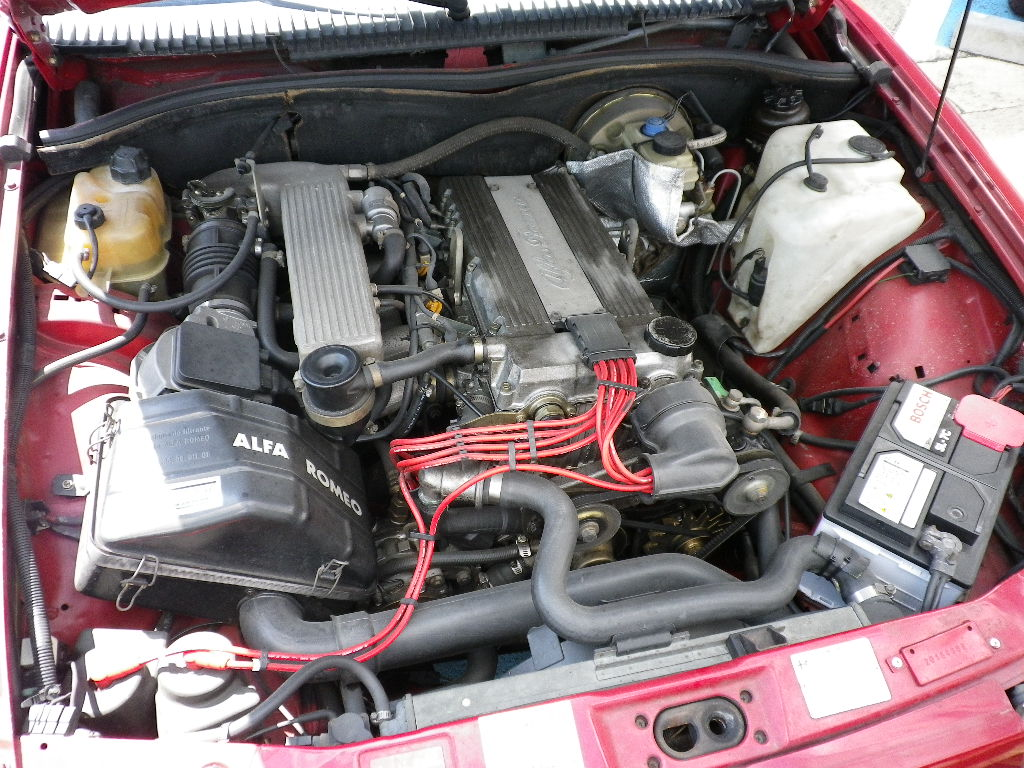
Moteur 1962 cm3 Alfa 75 2.0 Twin Spark.

Bien que Fiat fût la première société à déposer des brevets autour de la distribution variable dans les années 1960, le premier moteur de grande série disposant de cette technique fut le 4-cylindres de l'Alfa Romeo 75 2.0 Twin Spark (en) dans les années 1980, il disposait en effet d'un variateur de phase sur l'arbre à cames d'admission. La variation d'angle était effectuée par un actionneur hydraulique, ce dernier était commandé par le calculateur d'injection (Bosch Motronic (en)), en fonction du régime et de la charge moteur.
Les gains conjoints avec le double allumage étaient plus de couple à bas et moyen régime (90 % du couple à partir de 1 500 tr/min), plus de puissance (148 ch contre 130 sans) et une consommation plus réduite.
Une des formes plus abouties de distribution variable est le système double VANOS (en) plus Valvetronic (en) développé par BMW dans les années 1990 et adopté sur le moteur EP de PSA/BMW (également appelé Prince) monté en moyenne gamme chez PSA et sur la Mini (notamment la 1.6 de 120 ch). Il est produit à la Française de Mécanique.
Encore plus évolué, le système MultiAir, mis au point par Fiat Powertrain Technologies (FPT) et Magneti Marelli en 2002, déjà à l'origine du common rail. La technique consiste à contrôler l'ouverture des soupapes d'admission via un système électro-hydraulique, ce qui permet de contrôler le débit d'air en se passant de papillon des gaz, de gagner environ 10 % de puissance et de rendement avec une augmentation du couple de 15 %, tout en abaissant la consommation et les émissions de CO2 de 10 à 25 % (bon ça c'est un peu de la flûte).
L’idéal reste la disparition complète de l’arbre à cames pour le remplacer par des « actionneurs » (technique camless), hydrauliques ou électromagnétiques. Ils augmentent encore les bénéfices susmentionnés. Les constructeurs semblent avoir mis en sommeil ces solutions.[réf. nécessaire]
Fiat a été le premier constructeur automobile à faire breveter un système de calage variable des soupapes fonctionnel qui comprenait la levée variable. Développé par Giovanni Torazza dans les années 1960, le système utilisait la pression hydraulique pour faire varier le point d'appui des suiveurs de came (brevet US 3641988). La pression hydraulique variait en fonction de la vitesse de rotation du moteur et de la pression d'admission. La variation d'ouverture typique était de 37 %.
En septembre 1975, General Motors a breveté un système destiné à faire varier la levée des soupapes. GM était intéressé par l'étranglement des soupapes d'admission en vue de réduire les émissions. Cela a été fait en minimisant la quantité de portance à faible charge pour maintenir la vitesse d'admission plus élevée, atomisant ainsi la charge d'admission. GM a rencontré des problèmes en cours d'exécution à très bas régime, et a abandonné le projet.
Alfa Romeo a été le premier fabricant à utiliser un système de calage variable des soupapes dans les voitures de production (brevet US 4,231,330). Les modèles à injection de l'Alfa Romeo Spider 2000 de 1980 avaient un système de calage variable des soupapes mécanique. Plus tard, ce fut également utilisé dans les modèles Alfetta 2.0 Quadrifoglio Oro de 1983 ainsi que d'autres voitures.
En 1986, Nissan a développé sa propre forme de VVT avec le (TT) moteur VG30DE pour le Mid-4 Concept. Nissan a choisi de concentrer son système N-VCT (en) (aussi appelé VCT, NVCS ou NVTCS) principalement à la production de basse et moyenne couple de vitesse parce que la grande majorité du temps, le régime du moteur ne sera pas à des vitesses extrêmement élevées. Le système N-VCT peut produire à la fois un ralenti en douceur, et des quantités élevées de couple à basse vitesse et à moyen. Même si elle peut aider un peu en haut de gamme également, l'objectif principal du système est la production de basse et moyenne gamme de couple. Le moteur de VG30DE a été d'abord utilisé dans le 300ZX (Z31) 300ZR modèle en 1987, ce fut la première voiture de production à utiliser la technique VVT contrôlée électroniquement.

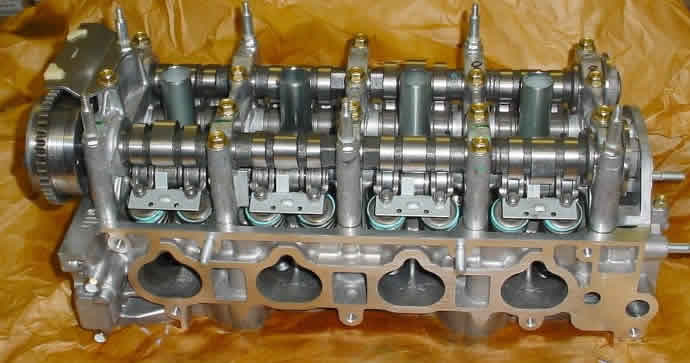
Système i-VTEC du moteur Honda K20Z3.

En 1989, Honda sort son système VTEC « commutation de came ». Honda lance la production d'un système qui donne au moteur la capacité de fonctionner sur deux profils de cames différents, éliminant un compromis majeur dans la conception de la distribution d'un moteur. Un profil conçu pour les faibles vitesses de rotation du moteur, fournissant couple, faible consommation de carburant et de faible productions d'émissions polluantes. Un second avec entre autres une plus grande levée des soupapes, pour un fonctionnement à des vitesses de rotation élevées du moteur, fournissant ainsi une plus grande puissance. Le premier moteur VTEC Honda produit était le C30A qui animait la NSX, sorti peu avant le B16A, installé dans les Integra, CR-X et Civic disponibles au Japon et en Europe. En 1991, l'Acura/Honda NSX motorisé par le C30A est devenu le premier véhicule doté de VTEC disponible aux États-Unis.
En 1991, les chercheurs de l'université de Clemson ont breveté un arbre à cames, conçu pour fournir un calage variable en continu indépendamment pour les deux soupapes d'admission et d'échappement sur un ensemble de simple arbre à cames.
Le VarioCam est une technique de distribution variable des soupapes pour automobile développée par Porsche. VarioCam fait varier le calage des soupapes d'admission en ajustant la tension sur la chaîne de distribution reliant les arbres à cames d'admission et d'échappement. La VarioCam a été utilisée pour la première fois sur le moteur 3,0 L de 1992 de la Porsche 968.
En 1992, BMW a introduit le système VANOS. Comme le système Nissan N-VCT, il pourrait permettre une variation de synchronisation de la came d'admission dans les étapes (ou phases), le système VANOS différait en ce qu'il peut fournir une étape supplémentaire pour un total de trois. En 1998, le système a été introduit Double Vanos qui améliore considérablement la gestion des émissions, augmente la production et de couple, et offre une meilleure qualité de la marche au ralenti et l'économie de carburant. Double Vanos a été le premier système qui peut fournir à commande électronique, la variation continue de synchronisation pour les deux soupapes d'admission et d'échappement. En 2001, BMW a introduit le système Valvetronic, qui est unique en ce qu'il peut continuellement varier la levée de soupape d'admission, en plus de cadencement pour les deux soupapes d'admission et d'échappement. Le contrôle précis du système a plus de soupapes d'admission permet la charge d'admission d'être commandé exclusivement par des soupapes d'admission, ce qui élimine la nécessité d'une vanne d'étranglement et qui réduit considérablement la perte de pompage. La réduction de la perte de pompage représente une augmentation de 10 % en puissance et économie de carburant.
Ford est devenu le premier fabricant à utiliser le calage variable des soupapes dans un camion pick-up, avec la Ford F-série la plus vendue dans l'année modèle 2004. Le moteur utilisé est le 5,4 L 3-soupapes Triton.
En 2005, General Motors a offert le premier système de calage variable des soupapes pour I-tête moteurs V6, LZE et LZ4.
En 2007, DaimlerChrysler est devenu le premier fabricant à produire un moteur à cames en bloc avec un contrôle indépendant de came d'échappement calendrier par rapport à la consommation. La Dodge Viper 2008 utilise l'assemblage d'arbre à cames concentriques de Mechadyne pour porter la puissance à 600 ch.

## Liste des systèmes par fabricant
- AVCS (Subaru)
- AVLS (Subaru)
- Camtronic (Daimler, Mercedes-benz)
- CVTCS (Nissan, Infiniti)
- CVVT (Hyundai motor Co., Kia, Geely, Iran Khodro, Volvo)
- DCVCP - dual continuous variable cam phasing (General Motors)
- DVT (Desmodromic variable timing, Ducati)
- DVVT (Daihatsu, Perodua, Wuling)
- MIVEC (Mitsubishi)
- MultiAir (Fiat)
- N-VCT (Nissan)
- S-VT (Mazda)
- Ti-VCT (Ford)
- VANOS - VAriable NOckenwellenSteuerung (BMW)
- VCT (Alfa Romeo)
- VarioCam (Porsche)
- VTEC, i-VTEC (Honda, Acura)
- VTi, (Citroen, Peugeot, BMW)
- VVC (MG Rover)
- VVL (Nissan)
- Valvelift (Audi)
- Valvetronic (BMW)
- VVA (Yamaha)
- VVEL (Nissan, Infiniti)
- VVT (Chrysler, General Motors, Proton, Suzuki, Maruti, Isuzu, Volkswagen Group, Toyota)
- VVT-i, VVTL-i (Toyota, Lexus)
- VTVT (Hyundai)